# Nils Åkerlindh
Nils Erik Åkerlindh (ur. 31 marca 1913, zm. 23 kwietnia 1992) – szwedzki zapaśnik walczący w stylu wolnym. Olimpijczyk z Berlina 1936, gdzie zajął czwarte miejsce w wadze ciężkiej.
Mistrz Europy w 1937 i 1939; trzeci w 1935. Mistrz kraju w stylu klasycznym w 1935, 1937, 1946; drugi w 1934, 1939, 1944 i 1945. Mistrz w stylu wolnym w latach 1938, 1942-1945 i 1948; drugi w 1946 i 1949 roku.

## Letnie Igrzyska Olimpijskie 1936
| Konkurencja       | Rundy eliminacyjne | Rundy eliminacyjne      | Rundy eliminacyjne  | Rundy eliminacyjne    | Klas. końcowa |
| Konkurencja       | Przeciwnik I       | Przeciwnik II           | Przeciwnik III      | Przeciwnik IV         | Miejsce       |
| ----------------- | ------------------ | ----------------------- | ------------------- | --------------------- | ------------- |
| +87 kg styl wolny | Roy Dunn (USA) Z   | Hjalmar Nyström (FIN) Z | Willy Bürki (SUI) Z | Josef Klapuch (TCH) P | 4.            |